# ال‌برت، تگزاس
البرت (به انگلیسی: Elbert) یک منطقهٔ مسکونی در ایالات متحده آمریکا است که در شهرستان تروکمارتون، تگزاس واقع شده‌است. البرت ۱۵٫۵ کیلومتر مربع مساحت و ۳۰ نفر جمعیت دارد و ۳۵۲ متر بالاتر از سطح دریا واقع شده‌است.